# Psykomotorisk agitation
Psykomotorisk agitation är en serie ofrivilliga och meningslösa rörelser som orsakas av psykiska spänningar och ängslighet. Om beteendet beror på en organisk störning kallas samma beteende akatisi.
Några vanliga varianter av psykomotorisk agitation är att gå runt i rummet, vrida händerna, ta av kläderna och sätta på dem igen. Självskadliga beteenden kan förekomma tillsammans med agitationen, som att riva hud eller tugga naglar tills det blöder. Psykomotorisk agitation  förekommer främst i allvarliga depressioner men också bipolära maniska skov. Det ses ibland tillsammans med psykomotorisk hämning.